# Нађкереш
Нађкереш (мађ. Nagykőrös) град је у Мађарској. Нађкереш је један од важнијих градова у оквиру жупаније Пешта.
Град има 25.127 становника према подацима из 2004. године.

## Географија
Град Нађкереш се налази у средишњем делу Мађарске. Од престонице Будимпеште град је удаљен око 80 km југоисточно. Град се налази у северном делу Панонске низије и нема излаз на реку или језеро.

## Историја
Место је за време Аустроугарске било чувено по воћу, које се заједно са прерађевинама извозило широм света. Тамошња Газдинска задруга је добила од државе течај за "готовљење воћа", на којем су се жене месец дана током 1915. године обучавале да праве слатке производе, попут пелмеза, слатког, сокова и других посластица.

## Становништво
По процени из 2017. у граду је живело 23.529 становника.
| 1990.  | 2001.  | 2011.  | 2017.  |
| ------ | ------ | ------ | ------ |
| 26.956 | 25.543 | 24.134 | 23.529 |

## Срби у месту
Записан је 1826. године у „Нађ Керешу“ као администратор православне парохије поп Михаил Павловић. Било је 1867. године у месту 13 православних Срба.
Ту у „Великом Керешу“ је 1867. године основано од стране ученика у тамошњем Лицеју, Друштво „Даница“. После привременог председника Леонтија Лујановића, изабран је председник и благајник Ђ.Ј. Славнића а за тајника Ристу Телечког. Повезали су се са другим сличним друштвима по Угарској. Одржавају редовне седнице на којима говоре своје саставе.

## Партнерски градови
- Салонта
- Еспелкамп
- Регин